# Carapa dinklagei
Carapa dinklagei là một loài thực vật có hoa trong họ Meliaceae. Loài này được Harms mô tả khoa học đầu tiên năm 1917.